# SŽD-Baureihe ТГМ6
Die Lokomotiven der SŽD-Baureihe ТГМ6 (deutsche Transkription TGM6) der Sowjetischen Eisenbahnen (SŽD) sind Diesellokomotiven mit dieselhydraulischer Kraftübertragung vorrangig für den Rangierdienst. Sie sind ähnlich den Lokomotiven der Reihen SŽD-Baureihe ТГМ3, SŽD-Baureihe ТГМ4 und SŽD-Baureihe ТГМ5 und wurden in unterschiedlichen Spurweiten hergestellt. 1966 wurde die erste Lokomotive der Serie ausgeliefert, bis 1970 wurde diese Serie weitergefertigt. Mit weiteren Modifikationen wurden die Lokomotiven weitergebaut und insgesamt über 3100 Lokomotiven hergestellt.

## Konstruktion
Die Lokomotive der Reihe ТГМ6 ist eine Rahmenlokomotive mit zwei zweiachsigen Drehgestellen und Kardan-Übertragung der Leistung von dem Strömungsgetriebe zu den Antriebsrädern. Der Dieselmotor war ursprünglich der vom Typ 3A-6D49, er ist ein Achtzylinder-Viertakt-Dieselmotor, der von der Lokomotivfabrik Kolomna hergestellt wurde. Die Zylinder sind V-förmig angeordnet, abgeleitet ist die Bauart von der Reihe ЧН26/26 (TschN26/26). Der Motor ist aufgeladen, er ist ein sogenannter Quadrathuber, der Zylinderdurchmesser und der Kolbenhub betragen jeweils 260 mm. Andere Modifikationen des Motors sind bei den Lokomotiven der Reihen ТЭМ7, 2ТЭ25А, der modernisierten M62, 2ТЭ116, ТЭП70, ТЭП150 und der modernisierten 2ТЭ10 im Einsatz, zum Teil mit der Zylinderzahl bis 16. Für Flussschiffe und kleinere Schiffe wird diese Konfiguration des Motors mit einer Zylinderzahl bis 20 Zylindern verwendet. Der Dieselmotor wird elektrisch gesteuert mit acht Leistungsstufen. Das Strömungsgetriebe ist entweder als Getriebe mit zwei oder mit drei Wandlern ausgeführt. Die Lokomotiven mit dem Strömungsgetriebe УГП-1200 (UGP-1200) oder 212ПрГ (212PRG) sind mit einer hydraulischen Bremse ausgerüstet.
Der Kühlerventilator und der Kompressor werden über hydraulische Kupplungen mit regulierter Füllung angetrieben, dass erlaubt eine Regulierung der Leistungsfähigkeit je nach der Dieselmotordrehzahl. In der Fahrschalterstufe 1 wird der Kompressor mit 2/3 der Leistungsfähigkeit versorgt, von der dritten Position an wird die volle Leistungsfähigkeit erreicht. Bei weiterem Ansteigen der Drehzahl des Dieselmotors wird ein Ventil in der Hydraulikkupplung geöffnet, und die Drehzahl des Kompressors stützt sich auf das Niveau von 1450/min. Der Kompressor vom Typ ПК-5,25 (PK-5,25) hat sechs Zylinder, die in V-Form angeordnet sind. Das Anlassen des Dieselmotors geschieht elektrisch.

## Modifikationen

### ТГМ6А
Dies ist eine modifizierte Variante. Im Verlauf der Auslieferung wurden Änderungen eingefügt, wobei in der Hauptsache das Gewicht der Diesellokomotive vergrößert wurde. Insgesamt wurden von 1970 bis 1989 2435 Lokomotiven hergestellt. Unterscheidende Besonderheit der Lokomotiven ist das Fehlen des kleinen Vorbaues.

### ТГМ8
Dies ist eine Export-Modifikation mit dem Dieselmotor 3АЭ-6Д49 (3AE-6D49) und dem Strömungsgetriebe vom Typ УГП-1200 (UGP-1200). Die Lokomotiven besaßen verschiedene Indizes – ТГМ8Э, ТГМ8ЭK, ТГМ8ПM, ТГМ8П und ТГМ8К.

### ТГМ6Б
Die Lokomotive stellt sich dar wie die ТГМ6А-0394, wobei drehzapfenlose Drehgestelle verwendet worden.

### ТГМ6В
Dies ist eine modernisierte Diesellok mit Verbesserungen, die später auf der ТГМ6Д weitergeführt wurden. Sie besaß gesonderte Nummerierungen und wurde in 236 Exemplaren in der Periode von 1988 bis 1990 ausgeliefert. Bei dieser Lokomotive wurde der Motor 7-6Д49 (7-6D49) und ein Strömungsgetriebe verwendet, welches lediglich zwei Wandler besitzt.

### ТГМ6Д

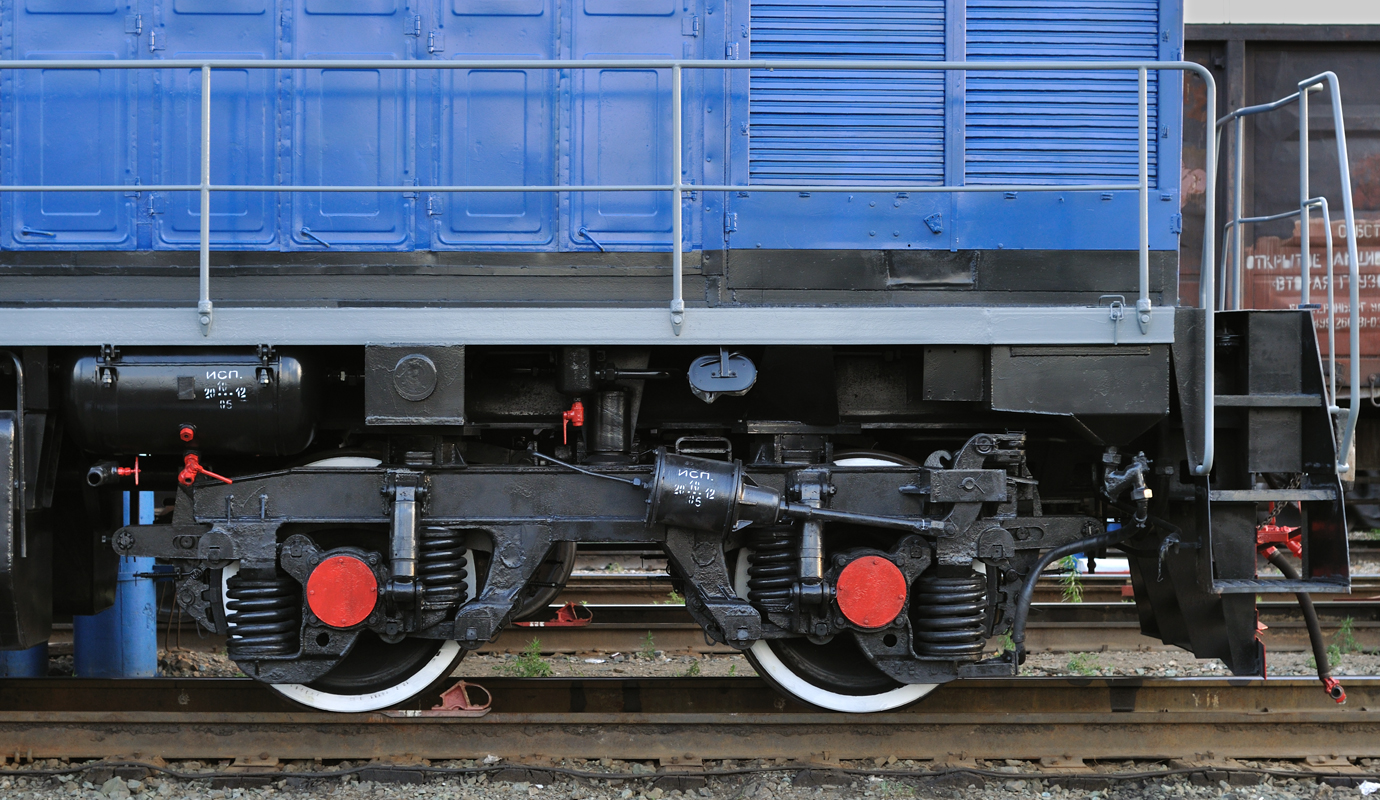
Drehgestellanordnung der Diesellokomotive TGM6D-0269

Diese Reihe wurde von 1991 an in 407 Exemplaren ausgeliefert. In der Diesellok sind viele Baugruppen von der Reihe ТГМ4B mit verwendet worden. Ein hauptsächlicher Unterschied zu früheren Modellen ist das Vorhandensein eines kleineren hinteren Vorbaues. Von der Inventarnummer 250 an wurde die Lokomotive mit drehzapfenlosen Drehgestellen ausgeliefert. Wie bei ihrem Vorgänger ist die Lokomotive mit dem Dieselmotor 7-6Д49 (7-6D46) ausgerüstet, einzelne Diesellokomotiven wurden mit anderen Motoren ausgerüstet.

### 39
Nach dem Zerfall der UdSSR wurden zum Beginn der 1990er Jahre acht Dieselloks der Modifikation ТГМ6Д für den Export nach Kuba gebaut. Sie besaßen ein Gewicht von 78 t anstatt der 90 t des Basismodelles. Außerdem war bei ihnen der Dieselmotor für die Arbeiten in subtropischem Klima geeignet. Nach der Produktion der Lokomotiven zerschlug sich jedoch das Geschäft mit Kuba, deswegen wurden die Lokomotiven für die klimatischen Bedingungen Russlands umgebaut und an Industrie-Unternehmen verkauft. Aus nicht näher bekannten Ursachen wurde die kubanische Bezeichnung Serie 39 erhalten. Somit stand an dem Bord der Maschinen die Inschrift ТГМ6Д-39XXXX.